# Townes Van Zandt
Townes Van Zandt, all'anagrafe John Townes Van Zandt (Fort Worth, 7 marzo 1944 – Smyrna, 1º gennaio 1997), è stato un cantautore statunitense.
Personaggio dal carattere schivo e malinconico, pur non avendo ottenuto clamorosa popolarità rimase sempre una figura di culto nella musica country statunitense e fu molto apprezzato dalla critica.

## Biografia
Nacque in una ricca famiglia texana impegnata nel commercio del petrolio. La famiglia cambiò residenza molte volte per questioni d'affari. Ciò lo allontanò dal senso di appartenenza nei confronti della propria terra d'origine. Fu studente modello. Durante gli anni all'Università cominciò però a soffrire di psicosi maniaco-depressiva. E fu allora che, dopo un tentativo di suicidio, venne rinchiuso in un istituto psichiatrico a Galveston e sottoposto per tre mesi al trattamento da shock di insulina, il quale gli provocò dapprima grossi problemi alla memoria e poi lo fece cadere nel consumo e nella dipendenza da alcool e droghe.
Tra il 1965 e il 1966 iniziò l'attività da musicista suonando in piccoli locali nella zona di Houston in Texas, dove fece conoscenza con i più grandi cantautori texani di country e blues tra cui Guy Clark, che divenne suo amico personale, Jerry Jeff Walker, e Lightnin' Hopkins. Dopo un concerto Mickey Newbury lo convinse a trasferirsi a Nashville dove lo presentò al suo futuro produttore Jack Clement.
Nel 1967 Van Zandt fu coinquilino di Roky Erickson, cantante della band di rock psichedelico 13th Floor Elevators il quale insistette affinché suonasse il basso nel suo gruppo nonostante egli avesse sempre suonato la chitarra. Fece un provino per la band ma venne respinto per l'opposizione di Tommy Hall, membro del gruppo. Nel 1968 pubblicò il primo disco For the Sake of the Song: First Album, album ancor troppo acerbo e con un eccessivo lavoro di produzione musicale.
Gli anni dal 1969 al 1972 furono quelli più prolifici, videro infatti la pubblicazione di cinque album e contribuirono a crearne il mito tra gli amanti della canzone d'autore.
Nel 1975 apparve nel documentario Heartworn Highways assieme a Steve Earle e Guy Clark.
Nel 1977 venne pubblicato Live at the Old Quarter, Houston, Texas, doppio album dal vivo registrato nel 1973 in un locale molto piccolo. Questa è tuttora considerata una delle sue prove migliori.
A metà degli anni Settanta Van Zandt si separò dal suo manager di lunga data Kevin Eggers sostituendolo con John Lomax III (nipote del famoso storico della musica folk John Lomax) il quale creò anche un fan club di ammiratori di Van Zandt. Nonostante il club venne solo sponsorizzato da piccoli annunci su riviste musicali, Lomax cominciò a ricevere centinaia di lettere da tutto il mondo da parte di persone che si dichiararono infatuati da Van Zandt, dal suo stile e dalla sua musica, alcune di queste raccontavano di come la musica di Van Zandt gli avesse dato sostegno nell'affrontare gravi casi di depressione. In 1978 l'artista licenziò Lomax e ingaggiò nuovamente Eggers firmando per la sua nuova etichetta, la Tomato Records e l'anno successivo pubblicò l'album Flyin' Shoes. Dopo questo album Van Zandt rimase inattivo sul mercato per un decennio, continuando però a divenire una figura di culto e suonando abitualmente in bar e piccoli locali (spesso davanti ad un pubblico che non arrivava a cinquanta spettatori) riuscendo a suonare in posti più capienti e guadagnandosi anche sporadiche apparizioni televisive solo a partire dagli anni Novanta. Per la maggior parte degli anni Settanta Van Zandt visse una vita appartata in un luogo isolato del Tennessee in una baracca di legno col tetto in lamiera senza riscaldamento, acqua corrente o telefono recandovisi in città quasi esclusivamente per esibirsi.
Nel 1981 ottenne un notevole successo indiretto quando un suo brano, Pancho & Lefty, reinterpretato dal duo Willie Nelson/Merle Haggard raggiunse il primo posto nella classifica country di Billboard. Un altro suo brano ottenne un buon successo, If I Needed You che cantato da Emmylou Harris, raggiunse il 3º posto della classifica country.
Come riferito dall'amica Susanna Clark, Van Zandt rifiutò più volte proposte di collaborazione da parte di Bob Dylan, il quale era suo grande fan, mentre Van Zandt pur amando le sue canzoni sopportava poco la sua fama e la sua personalità.
Nel 1990 aprì alcuni concerti dei Cowboy Junkies che lo fecero conoscere alle generazioni più giovani.
Morì prematuramente il 1º gennaio 1997 per i postumi di una caduta dalle scale, mentre stava finendo di scrivere le canzoni di un nuovo album che sarebbe dovuto uscire per l'etichetta di Steve Shelley dei Sonic Youth.
Dalla prima moglie ebbe un figlio che porta il suo stesso nome.; mentre dalla terza moglie ebbe un figlio, William, e una figlia, Katie Belle.
Tra i musicisti che lo ispirarono possono essere annoverati, oltre al già citato Dylan: Elvis Presley, Woody Guthrie, Hank Williams, Jimmie Rodgers, Lefty Frizzell, Doc Watson, Peter La Farge, Mance Lipscomb, Lightning Hopkins, Blind Willie McTell, Muddy Waters, Bo Diddley e i Rolling Stones.
Mentre tra i musicisti che ha influenzato a sua volta e che talvolta hanno inciso cover di suoi brani possiamo elencare: Kris Kristofferson, Guy Clark , Billy Joe Shaver, Mickey Newbury (con il quale collaborò alla scrittura di alcune canzoni), Steve Earle, Justin Townes Earle, Elvis Costello, Willie Nelson, Merle Haggard, Blaze Foley, David Allan Coe, Ray Wylie Hubbard, Calvin Russell , Terry Allen, Joe Ely, Jimmie Dale Gilmore, Butch Hancock, Richard Dobson , Jason Molina , Mark Kozelek, Vic Chesnutt, Will Oldham, Jeff Tweedy, Richard Buckner , Mark Lanegan , Simon Joyner, Gurf Morlix,  Rowland Howard, Robert Earl Keen , Nanci Griffith , Emmylou Harris, Lucinda Williams,  Lyle Lovett, Rodney Crowell, Norah Jones, Colter Wall, i Meat Puppets , i Sonic Youth, i Mudhoney, i Cowboy Junkies, i Tindersticks , i Lemonheads, Kurt Vile, Devendra Banhart, Chelsea Wolfe , Gillian Welch, Lykke Li, Marissa Nadler, Laura Marling, Kevin Morby, Andrew Bird, Benjamin Tod, Jason Isbell, Hayes Carll, gli Amenra, i Cave In, Jake Smith e molti altri ancora.

## Tributi
All'artista nel 2001 è stato dedicato un album tributo intitolato Poet: A Tribute to Townes Van Zandt con la partecipazione di molti artisti country rock tra i quali: Emmylou Harris, Cowboy Junkies, Willie Nelson, Nanci Griffith, Guy Clark, Lucinda Williams, Steve Earle, John Prine.
Al Toronto International Film Festival del 2004 fu proiettato un film documentario sulla sua vita Be Here to Love Me: A Film About Townes Van Zandt diretto dalla regista Margaret Brown, pubblicato poi su DVD nel 2006.
Dal 2004 si tiene in Italia, a Figino Serenza, un festival dedicato all'artista.
Nel 2009 il cantautore country texano Steve Earle reinterpreta i suoi brani nell'album tributo Townes.

## Discografia

### Singoli
- Waiting Around To Die/Talking Karate Blues - 1968
- Second Lovers Song/Tecumseh Valley - 1969
- Come Tomorrow/Delta Mama Blues - 1971
- If I Needed You/Sunshine Boy - 1972
- Honky Tonkin'/Snow Dont Fall - 1972
- Fraulein/Don't Let the Sunshine Fool Ya - 1972
- Greensboro Woman/Standin' - 1972
- Pancho and Lefty/Heavenly Houseboat Blues - 1972
- Pancho and Lefty/If I Needed You - 1973
- Who Do You Love/Dollar Bill Blues - 1978
- When She Don't Need Me/No Place To Fall - 1978
- Dead Flowers/Fraulein/Racing In the Street - 1993 (solo in Germania)
- Ain't Leavin' Your Love - 1999
- Riding The Range/Dirty Old Town 7" - 1996
- Snowin On Raton - 2001 (CD single tratto da "Texas Rain")
- Highwaykind - 2002

### Album

#### Studio
- For the Sake of the Song - 1968
- Our Mother the Mountain - 1969
- Townes Van Zandt - 1969
- Delta Momma Blues - 1971
- High, Low and in Between - 1972
- The Late Great Townes Van Zandt - 1972
- Flyin' Shoes - 1978
- At My Window - 1987
- The Nashville Sessions - 1993 (registrazioni fatte per l'album mai pubblicato Seven Come Eleven 1974)
- No Deeper Blue - 1994
- A Far Cry From Dead - 1999 (1989-96 demo)
- Texas Rain: The Texas Hill Country Recordings - 2001
- In The Beginning - 2003 (registrazioni del 1966)

#### Live
- Live at the Old Quarter, Houston, Texas - 1977 (registrato nel luglio 1973)
- Live & Obscure - 1987 (registrato nel 1985)
- Rain on a Conga Drum: Live in Berlin - 1991 (registrato nell'ottobre 1990)
- Roadsongs - 1992
- Rear View Mirror - 1993 (registrato a Norman in Oklahoma nel 1979)
- Abnormal - 1996 (ripubblicato nel 1998 con 3 tracce differenti)
- The Highway Kind - 1997
- Documentary - 1997 (uscito con titolo alternativo Last Rights)
- In Pain - 1999 (registrazioni live, 1994/1996)
- Together at the Bluebird Café w/ Guy Clark and Steve Earle - 2001 (registrato nel settembre 1995)
- Live at McCabe's - 2001 (registrato nel febbraio 1995)
- A Gentle Evening with Townes Van Zandt - 2002 (registrato nel novembre 1969)
- Absolutely Nothing - 2002 (registrato 1991-1996)
- Acoustic Blue - 2003 (registrato 1994-1996)
- Live at the Jester Lounge, Houston, Texas, 1966 - 2004 (registrato nel 1966)
- Rear View Mirror, Volume 2 - 2004 (recorded 1978/79)
- Live at Union Chapel, London, England - 2005 (registrato nell'aprile 1994)
- Houston 1988: A Private Concert - 2005

#### Raccolte
- Last Rights: The Life & Times of Townes Van Zandt - 1997
- Masters - 1997
- Anthology: 1968-1979 - 1998
- The Best of Townes Van Zandt - 1999
- Drama Falls Like Teardrops - 2001
- The Very Best of Townes Van Zandt: The Texan Troubadour - 2002
- Singer Songwriter - 2002
- Texas Troubadour - 2002
- Legend - 2003
- Buckskin Stallion - 2006

### Video
- Heartworn Highways - 1981 (Documentario)
- Be Here to Love Me - 2004 (Documentario)
- Houston 1988: A Private Concert - 2004
- Townes Live In Amsterdam - 2008 (registrato 12 novembre 1991)